# Дискографија Кари Андервуд
Америчка певачица и тестописац Кари Андервуд објавила је шест студијских албума, један компилацијски албума, тридесет и четири спота, тридесет и један сингл и један видео албум. Славу је стекла након победе у четвртој сезони такмичења Амерички идол, 2005. године. Њен први студијски албум Some Hearts објављен је 15. новембра 2005. године и најбрже је продаван албум у историји система Nielsen SoundScan. Андервудова је уједно тада постала музичарка са највише продатих албума у историји Америчког удружења дискографских кућа и музичарка са најпродаванијим деби албумом у Сједињеним Државама.
Други студијски албум под називом Carnival Ride објављен је 23. октобра 2007. године и нашао се на првом месту америчке листе Билборд 200. Током прве недеље од објављивања, албум је продат у 527.000 примерака, што је други најпродаванији албум у историји недељне продаје у Сједињеним Државама. Албуму је додељен четвороструки платинумски сертификат.
Play On, трећи студијски албум певачице, објављен је 3. новембра 2009. године, а дебитовао је на првом месту листе Top Country Albums и на листи Билборд 200. Албумски синглови Cowboy Casanova и Mama's Song нашли се на првом месту неколико листа, а Temporary Home и Undo It на другој позицији. Албуму је додељен троструки платинумски сертификат у Сједињеним Државама, платинум у Канади и златни сертификати у Аустралији. У јуну 2011. године албум се поново нашао на аустралијској листи Топ 50 и Country Top 20 albums, на 14. и 1. месту.
Четврти студијски албум Blown Away објављен је 1. маја 2012. године. У Сједињеним Државама продат је у 267.000 примерака током прве недеље након објављивања и нашао се на првом месту листе Билборд 200, као и на многим другим листама. Албум се такође нашао на листи у Канади, где му је додељен златни сертфикат. У Аустралији албум се нашао на листи Top 20 Country Albums, на четвртом месту. У Сједињеним Државама од стране Америчког удружења дискографских кућа, албуму је уручен двоструки платинумски сертификат, који је добио и у Канади.
Први албум са најбољим песмама под називом Greatest Hits: Decade Number 1, Андервудова је објавила 9. децембра 2014. године. Компилација је дебитовала на четвртом месту листе Билборд 200 и на првом месту топ листа албума широм света. Албуму је додељен платинумси сертификат од стране Америчког удружења дискографских кућа, 16. јануара 2015. године.
Storyteller, пети студијски албум певачице објављен је 23. октобра 2015. године. Албум је дебитовао ан 2. позицији листе Билборд 200, што је учинило певачицу једину музичарку из Сједињених Држава која има првих пет студијских албума на првом или другом месту листе Билборд 200. Storyteller такође се нашао на врху листе Top Country Albums. Албуму је додељен платинумски сертификат од стране Америчког удружења дискографских кућа, 24. октобра 2016. године.
Шести студијски албум Cry Pretty објављен је 14. септембра 2018. године.
Албуми Андервудове остравили су приход већи од 65 милиона евра. У Сједињеном Државама она је музичарка са највише продатих албума од свих осталих који су учестовали у Америчког идолу, са укупно 16,3 милиона проданих албума. Петнаест синглова певачице нашли су се на врху листе Billboard Country Airplay, а четрнаест на врху Hot Country Songs листе.

## Албуми

### Студијски албуми
| Some Hearts                                                                                                   | - Датум објављивања: 15. новембар 2005. - Издавачка кућа: Arista Nashville, 19 Recordings - Формат: ЦД, дигитално преузимање | 2 | 1 | —  | 11 | —  | —  | —  | —  | - Свет: 9,000,000 - САД: 7,500,000 | - RIAA: 8× Платина - ARIA: Златно - MC: 3× Платина             |
| Carnival Ride                                                                                                 | - Датум објављивања: 23. октобар 2007. - Издавачка кућа: Arista Nashville, 19 - Формат: ЦД, дигитално преузимање             | 1 | 1 | —  | 1  | —  | —  | —  | —  | - Свет: 4,000,000 - US: 3,400,000  | - RIAA: 4× Платина - MC: Платина                               |
| Play On | - Датум објављивања: 3. новембар 2009. - Издавачка кућа: Arista Nashville, 19 - Формат: ЦД, дигитално преузимање             | 1 | 1 | 14 | 2  | 91 | —  | —  | 93 | - САД: 2,300,000                   | - RIAA: 3× Платина - ARIA: Златно - MC: Платина                |
| Blown Away | - Датум објављивања: 1. мај 2012. - Издавачка кућа: Arista Nashville, 19 - Формат: ЦД, дигитално преузимање                  | 1 | 1 | 4  | 1  | 26 | 22 | 8  | 11 | - Свет: 2,000,000 - САД: 1,700,000 | - RIAA: 2x Платина - ARIA: Златно - BPI: Сребрно - MC: Платина |
| Storyteller                                                                                                   | - Датум објављивања: 23. октобар 2015. - Издавачка кућа: Arista Nashville, 19 - Формат: ЦД, дигитално преузимање, винил      | 2 | 1 | 4  | 3  | 18 | 13 | 6  | 13 | - Свет: 1,000,000 - САД: 752,100   | - RIAA: Платина                                                |
| Cry Pretty | - Датум објављивања: 14. септембар 2018. - Издавачка кућа: Capitol Nashville - Формат: ЦД, дигитално преузимање, винил       | 1 | 1 | 4  | 1  | 40 | 32 | 12 | 16 | - САД: 324,500                     | - RIAA: Златно                                                 |
| "—" означава издање које или није дебитовало на тој топ-листи или није дебитовало у/на тој држави/територији. | |   |   |    |    |    |    |    |    |                                    |                                                                |

### Компилацијски албуми
| Назив                    | Детаљи | Позиција | Позиција    | Позиција | Позиција | Сертификат      |
| Назив                    | Детаљи | САД      | САД Country | АУС      | КАН      | Сертификат      |
| ------------------------ | --- | -------- | ----------- | -------- | -------- | --------------- |
| Greatest Hits: Decade #1 | - Датум објављивања: 9. септембар 2014. - Издавачка кућа: Arista Nashville, 19 - Формат: ЦД, дигитално преузимање | 4        | 1           | 49       | 15       | - RIAA: Платина |

### Видео албуми
| Назив                     | Детаљи                                                                                     | Позиција  | Позиција  | Позиција  | Позиција | Сертификат     |
| Назив                     | Детаљи                                                                                     | САД видео | АУС видео | КАН видео | УК видео | Сертификат     |
| ------------------------- | ------------------------------------------------------------------------------------------ | --------- | --------- | --------- | -------- | -------------- |
| The Blown Away Tour: Live | - Датум објављивања: 13. август 2013. - Издавачка кућа: Arista Nashville, 19 - Формат: ДВД | 1         | 3         | 1         | 5        | - RIAA: Златно |

## Синглови

### Као главни извођач
| Година | Назив                                          | Позиција   | Позиција            | Позиција | Позиција | Позиција  | Позиција   | Позиција    | Позиција | Позиција | Позиција | Број проданих примерака | Сертификат                       | Албум                          |
| Година | Назив                                          | САДCountry | САД Country Airplay | САД      | САД AC   | САД Adult | САД Christ | КАН Country | КАН      | ШКО      | УК       | Број проданих примерака | Сертификат                       | Албум                          |
| --- | ---------------------------------------------- | ---------- | ------------------- | -------- | -------- | --------- | ---------- | ----------- | -------- | -------- | -------- | ----------------------- | -------------------------------- | ------------------------------ |
| 2005 | "Inside Your Heaven"                           | 52         | 52                  | 1        | 12       | —         | —          | —           | 1        | —        | —        | - САД: 821,000          | - RIAA: Златно - MC: 2× Платина  | Није ни на једном албуму       |
| 2005 | "Jesus, Take the Wheel"                        | 1          | 1                   | 20       | 23       | —         | 4          | —           | —        | —        | —        | - САД: 2,573,000        | - RIAA: 3× Платина - MC: Златно  | Some Hearts                    |
| 2005 | Some Hearts                                    | —          | —                   | —        | 12       | 22        | —          | —           | —        | —        | —        |                         |                                  | Some Hearts                    |
| 2006 | "Don't Forget to Remember Me"                  | 2          | 2                   | 49       | —        | —         | —          | 4           | —        | —        | —        | - САД: 403,000          | - RIAA: Златно                   | Some Hearts                    |
| 2006 | "Before He Cheats"                             | 1          | 1                   | 8        | 6        | 5         | —          | 1           | 4        | —        | —        | - САД: 4,312,000        | - RIAA: 5× Платина - MC: Платина | Some Hearts                    |
| 2007 | "Wasted"                                       | 1          | 1                   | 37       | —        | —         | —          | 1           | 35       | —        | —        | - САД: 705,000          | - RIAA: Платина                  | Some Hearts                    |
| 2007 | "So Small"                                     | 1          | 1                   | 17       | —        | —         | —          | 3           | 14       | —        | —        | - САД: 1,088,000        | - RIAA: Платина                  | Carnival Ride                  |
| 2008 | "All-American Girl"                            | 1          | 1                   | 27       | —        | —         | —          | 1           | 45       | —        | —        | - САД: 1,800,000        | - RIAA: 2× Платина               | Carnival Ride                  |
| 2008 | "Last Name"                                    | 1          | 1                   | 19       | —        | 31        | —          | 3           | 34       | —        | —        | - САД: 1,300,000        | - RIAA: Платина                  | Carnival Ride                  |
| 2008 | "Just a Dream"                                 | 1          | 1                   | 29       | —        | —         | —          | 2           | 50       | —        | —        | - САД: 1,280,000        | - RIAA: Платина                  | Carnival Ride                  |
| 2009 | "I Told You So" (Randy Travis и Кари Андервуд) | 2          | 2                   | 9        | —        | —         | —          | 1           | 18       | —        | 129      | - САД: 1,089,000        | - RIAA: Платина                  | Carnival Ride                  |
| 2009 | "Cowboy Casanova"                              | 1          | 1                   | 11       | —        | 21        | —          | 2           | 16       | —        | —        | - САД: 2,300,000        | - RIAA: 2× Платина - MC: Златно  | Play On                        |
| 2009 | "Temporary Home"                               | 1          | 1                   | 41       | —        | —         | 34         | 2           | 65       | —        | —        | - САД: 1,093,000        | - RIAA: Платина                  | Play On                        |
| 2010 | "Undo It"                                      | 1          | 1                   | 23       | —        | 25        | —          | 2           | 43       | —        | —        | - САД: 1,600,000        | - RIAA: Платина                  | Play On                        |
| 2010 | "Mama's Song"                                  | 2          | 2                   | 56       | —        | —         | —          | 10          | 68       | —        | —        | - САД: 442,000          | - RIAA: Златно                   | Play On                        |
| 2012 | "Good Girl"                                    | 1          | 1                   | 18       | —        | 20        | —          | 1           | 21       | —        | —        | - САД: 2,000,000        | - RIAA: 2× Платина - MC: Платина | Blown Away                     |
| 2012 | "Blown Away"                                   | 2          | 1                   | 20       | —        | 31        | —          | 1           | 27       | 100      | 155      | - САД: 2,819,000        | - RIAA: 3× Платина - MC: Платина | Blown Away                     |
| 2012 | "Two Black Cadillacs"                          | 4          | 2                   | 41       | —        | —         | —          | 3           | 52       | —        | —        | - САД: 762,000          | - RIAA: Платина                  | Blown Away                     |
| 2013 | "See You Again"                                | 7          | 2                   | 34       | —        | —         | —          | 2           | 45       | —        | —        | - САД: 740,000          | - RIAA: Платина                  | Blown Away                     |
| 2014 | "Something in the Water"                       | 1          | 3                   | 24       | —        | —         | 1          | 3           | 29       | 88       | 192      | - САД: 1,091,000        | - RIAA: Платина                  | Greatest Hits: Decade Number 1 |
| 2015 | "Little Toy Guns"                              | 6          | 2                   | 47       | —        | —         | —          | 7           | 70       | —        | —        | - САД: 437,000          | - RIAA: Златно                   | Greatest Hits: Decade Number 1 |
| 2015 | "Smoke Break"                                  | 4          | 2                   | 43       | —        | —         | —          | 1           | 53       | —        | —        | - САД: 447,000          | - RIAA: Златно                   | fоStoryteller                  |
| 2015 | "Heartbeat"                                    | 2          | 1                   | 42       | —        | —         | —          | 1           | 60       | 80       | —        | - САД: 348,000          | - RIAA: Златно                   | fоStoryteller                  |
| 2016 | "Church Bells"                                 | 2          | 1                   | 43       | —        | —         | —          | 2           | 64       | —        | —        | - САД: 456,000          | - RIAA: Златно                   | fоStoryteller                  |
| 2016 | "Dirty Laundry"                                | 3          | 2                   | 48       | —        | —         | —          | 1           | 71       | —        | —        | - САД: 296,000          |                                  | fоStoryteller                  |
| 2018 | "Cry Pretty"                                   | 5          | 9                   | 48       | —        | —         | —          | 8           | 83       | 75       | —        | - САД: 189,000          |                                  | Cry Pretty                     |
| 2018 | "Love Wins"                                    | 26         | 27                  | —        | —        | —         | —          | 44          | —        | 90       | —        |                         |                                  | Cry Pretty                     |
| "—" означава издање које или није дебитовало на тој топ-листи или није дебитовало у/на тој држави/територији. |                                                |            |                     |          |          |           |            |             |          |          |          |                         |                                  |                                |

### Као гостујући музичар
| Година | Назив                   | Музичари                       | Позиција    | Позиција            | Позиција | Позиција | Позиција | Позиција    | Позиција | Сертификат                                    | Албум                         |
| Година | Назив                   | Музичари                       | САД Country | САД Country Airplay | САД      | АУС      | ШКО      | КАН Country | КАН      | Сертификат                                    | Албум                         |
| --- | ----------------------- | ------------------------------ | ----------- | ------------------- | -------- | -------- | -------- | ----------- | -------- | --------------------------------------------- | ----------------------------- |
| 2011 | "Remind Me"             | Brad Paisley                   | 1           | 1                   | 17       | —        | —        | 1           | 33       | - RIAA: 2× Платина                            | This Is Country Music         |
| 2013 | "Can't Stop Lovin' You" | Аеросмит                       | —           | —                   | —        | —        | —        | —           | —        |                                               | Music from Another Dimension! |
| 2014 | "Somethin' Bad"         | Miranda Lamber                 | 1           | 7                   | 19       | —        | —        | 6           | 33       | - RIAA: Платина                               | Platinum                      |
| 2016 | "Forever Country"       | Artists of Then, Now & Forever | 1           | 33                  | 21       | 26       | 29       | 39          | 25       | - RIAA: Златно                                | Није ни на једном албуму      |
| 2017 | "The Fighter"           | Keith Urban                    | 2           | 2                   | 38       | 19       | 52       | 2           | 67       | - RIAA: Платина - ARIA: Платина - MC: Платина | Ripcord                       |
| "—" означава издање које или није дебитовало на тој топ-листи или није дебитовало у/на тој држави/територији. |                         |                                |             |                     |          |          |          |             |          |                                               |                               |

### Промотивни синглови
| Година | Назув                                     | Позиција    | Позиција | Позиција | Позиција | Позиција | Сертификат         | Албум                                                    |
| Година | Назув                                     | САД Country | САД      | САД AC   | КАН      | ШКО      | Сертификат         | Албум                                                    |
| --- | ----------------------------------------- | ----------- | -------- | -------- | -------- | -------- | ------------------ | -------------------------------------------------------- |
| 2007 | "I'll Stand by You"                       | 41          | 6        | —        | 10       | —        |                    | Није ни на једном албуму                                 |
| 2008 | "Praying for Time"                        | —           | 27       | —        | 33       | —        |                    | Није ни на једном албуму                                 |
| 2008 | "Just Stand Up!"                          | —           | 11       | 17       | 10       | —        | - RIAA: 2× Платина | Није ни на једном албуму                                 |
| 2009 | "Home Sweet Home"                         | 52          | 21       | —        | 33       | —        |                    | Play On                                                  |
| 2010 | "Change"                                  | —           | —        | —        | —        | —        |                    | Play On                                                  |
| 2010 | "There's a Place for Us"                  | —           | —        | —        | —        | —        |                    | The Chronicles of Narnia: The Voyage of the Dawn Treader |
| 2014 | "Keep Us Safe"                            | 36          | —        | —        | —        | —        |                    | Није ни на једном албуму                                 |
| 2015 | "Renegade Runaway"                        | 34          | —        | —        | —        | —        |                    | Storyteller                                              |
| 2015 | "What I Never Knew I Always Wanted"       | 32          | —        | —        | —        | —        |                    | Storyteller                                              |
| 2018 | "The Champion" (Лудакрис и Кари Андервуд) | —           | 47       | —        | —        | —        | - RIAA: Златно     | Cry Pretty                                               |
| 2018 | "End Up with You"                         | 37          | —        | —        | —        | —        |                    | Cry Pretty                                               |
| "—" означава издање које или није дебитовало на тој топ-листи или није дебитовало у/на тој држави/територији. |                                           |             |          |          |          |          |                    |                                                          |

## Остале песме
| 2005 | "Bless the Broken Road" (Rascal Flatts и Кари Андервуд)     | 50 | —  | —  | —  | —   | Није ни на једном албуму                                     |
| 2005 | "Independence Day"                                          | —  | —  | —  | —  | —   | American Idol Season 4: The Showstoppers                     |
| 2007 | "Do You Hear What I Hear"                                   | 27 | —  | 90 | 2  | —   | Hear Something Country Christmas 2007                        |
| 2008 | "I'll Be Home for Christmas" (Елвис Присли и Кари Андервуд) | 54 | —  | —  | —  | —   | Christmas Duets                                              |
| 2008 | "Hark! The Herald Angels Sing"                              | 41 | —  | —  | 14 | —   | Carnival Ride: Holiday Edition                               |
| 2009 | "O Holy Night"                                              | 39 | —  | —  | —  | —   | Carnival Ride: Holiday Edition                               |
| 2009 | "The First Noel"                                            | 50 | —  | —  | —  | —   | Carnival Ride: Holiday Edition                               |
| 2009 | "What Child Is This?"                                       | 51 | —  | —  | —  | —   | Carnival Ride: Holiday Edition                               |
| 2009 | "The More Boys I Meet"                                      | 45 | —  | —  | —  | —   | Carnival Ride                                                |
| 2011 | "Songs Like This"                                           | 38 | —  | —  | —  | —   | Play On                                                      |
| 2011 | "How Great Thou Art"                                        | —  | 13 | —  | —  | —   | How Great Thou Art: Gospel Favorites from the Grand Ole Opry |
| 2011 | "Flat on the Floor"                                         | —  | 41 | —  | —  | —   | Carnival Ride                                                |
| 2012 | "Good in Goodbye"                                           | —  | 13 | —  | —  | —   | Blown Away                                                   |
| 2012 | "Do You Think About Me"                                     | —  | 40 | —  | —  | —   | Blown Away                                                   |
| 2014 | "I Know You Won't"                                          | —  | —  | —  | —  | 94  | Carnival Ride                                                |
| 2014 | "Look at Me"                                                | —  | 22 | —  | —  | 168 | Play On                                                      |
| 2014 | "How Great Thou Art" (Vince Gill и Кари Андервуд)           | —  | 47 | —  | —  | —   | Greatest Hits: Decade #1                                     |
| 2015 | "The Girl You Think I Am"                                   | 38 | 26 | —  | —  | —   | Storyteller                                                  |
| 2015 | "Like I'll Never Love You Again"                            | 39 | 25 | —  | —  | —   | Storyteller                                                  |
| 2015 | "Relapse"                                                   | 48 | 49 | —  | —  | —   | Storyteller                                                  |
| 2018 | "Drinking Alone"                                            | 49 | —  | —  | —  | —   | Cry Pretty                                                   |
| "—" означава издање које или није дебитовало на тој топ-листи или није дебитовало у/на тој држави/територији. |                                                             |    |    |    |    |     |                                                              |

## Остала гостовања
| Година    | Песма                                                       | Албум                                                        |
| --------- | ----------------------------------------------------------- | ------------------------------------------------------------ |
| 2005      | "Independence Day"                                          | American Idol Season 4: The Showstoppers                     |
| 2007      | "Ever Ever After"                                           | Enchanted                                                    |
| 2007      | "Oh Love" (Brad Paisley и Кари Андервуд)                    | 5th Gear                                                     |
| 2007      | "Do You Hear What I Hear"                                   | Hear Something Country Christmas 2007                        |
| 2008      | "How Great Thou Art"                                        | How Great Thou Art: Gospel Favorites from the Grand Ole Opry |
| 2008      | "I'll Be Home for Christmas" (Елвис Присли и Кари Андервуд) | Christmas Duets                                              |
| 2009      | "The First Noel"                                            | A Very Special Christmas Vol. 7                              |
| 2009      | "Hark! The Herald Angels Sing"                              | A Very Special Christmas Vol. 7                              |
| 2010      | "There's a Place for Us"                                    | The Chronicles of Narnia: The Voyage of the Dawn Treader     |
| 2010      | "You're Lookin' at Country"                                 | Coal Miner's Daughter: A Tribute to Loretta Lynn             |
| 2011      | "Remind Me" (Brad Paisley и Кари Андервуд)                  | This Is Country Music                                        |
| 2011      | "Is It Still Over?" (Randy Travis и Кари Андервуд)          | Anniversary Celebration                                      |
| 2011      | "It Had to Be You" (Tony Bennett и Кари Андервуд)           | Duets II                                                     |
| 2013      | "Always on My Mind" (Willie Nelson и Кари Андервуд)         | To All the Girls...                                          |
| 2014      | "Somethin' Bad" (Miranda Lambert и Кари Андервуд)           | Platinum                                                     |
| 2014      | "High Life" (Brad Paisley и Кари Андервуд)                  | Moonshine in the Trunk                                       |
| 2014      | "All Is Well" (Michael W. Smith и Кари Андервуд)            | The Spirit of Christmas                                      |
| 2014      | "This Side of Heaven" (The Swon Brothers и Кари Андервуд)   | The Swon Brothers                                            |
| 2016      | "The Fighter" (Keith Urban и Кари Андервуд)                 | Ripcord                                                      |
| 2016-2017 | Oh Sunday, Night"                                           | NBC Sunday Night Football                                    |
| 2018      | "Game On"                                                   | NBC Sunday Night Football                                    |

## Спотови
| Година | Назив                                              | Режисери            |
| ------ | -------------------------------------------------- | ------------------- |
| 2005   | "Does He Love You" (Jamie O'Neal и Кари Андервуд)  | Рајан Полито        |
| 2005   | "Jesus, Take the Wheel"                            | Роман Вајт          |
| 2006   | "Don't Forget to Remember Me"                      | Роман Вајт          |
| 2006   | "Before He Cheats"                                 | Роман Вајт          |
| 2007   | "Wasted"                                           | Роман Вајт          |
| 2007   | "I'll Stand by You"                                | Непознато           |
| 2007   | "So Small"                                         | Роман Вајт          |
| 2007   | "Ever Ever After"                                  | Роман Вајт          |
| 2008   | "All-American Girl"                                | Роман Вајт          |
| 2008   | "Last Name"                                        | Роман Вајт          |
| 2008   | "Just a Dream"                                     | Роман Вајт          |
| 2008   | "Just Stand Up"                                    | Дон Мишер           |
| 2009   | "I Told You So" (Live)                             | Џим Џокиј           |
| 2009   | "Cowboy Casanova"                                  | Тереза Вингерт      |
| 2010   | "Temporary Home"                                   | Деатон-Фланиген     |
| 2010   | "Undo It"                                          | Крис Хики           |
| 2010   | "Mama's Song"                                      | Шаун Силва          |
| 2011   | "Remind Me" (Brad Paisley и Кари Андервуд)         | Деатон-Фланиген     |
| 2012   | "Good Girl"                                        | Тереза Вингерт      |
| 2012   | "Blown Away"                                       | Ренди Николас       |
| 2013   | "Two Black Cadillacs"                              | П. Р. Браун         |
| 2013   | "See You Again"                                    | Ерик Велч           |
| 2014   | "Somethin' Bad" (Miranda Lambert и Кари Андервуд)  | Треј Франџој        |
| 2014   | "Something in the Water"                           | Рај Капур           |
| 2015   | "Little Toy Guns"                                  | П. Р. Браун         |
| 2015   | "Smoke Break"                                      | Ренди Николас       |
| 2015   | "Heartbeat"                                        | Ренди Николас       |
| 2016   | "Church Bells"                                     | Вејн Ишам           |
| 2016   | "Dirty Laundry"                                    | Шејн Дрејк          |
| 2016   | "Forever Country" (Artists of Then, Now & Forever) | Џозеф Кан           |
| 2017   | "The Fighter" (Keith Urban и Кари Андервуд)        | Џон Урбано          |
| 2018   | "The Champion" (Лудакрис и Кари Андервуд)          | Нори Нивен          |
| 2018   | "Cry Pretty"                                       | Randee St. Nicholas |
| 2018   | "Love Wins"                                        | Шејн Дрејк          |

### Дужи видео материјали
| Година | Назив                                  | Напомене                                           |
| ------ | -------------------------------------- | -------------------------------------------------- |
| 2013   | The Blown Away Tour: Live              | У Онтарију, Калифорнија                            |
| 2017   | Storyteller Tour: Stories in the Round | На Медисон сквер гардену (само у дигитално издању) |